# 白眉鸭
白眉鸭（学名：Spatula querquedula）为鸭科匙嘴鸭属的鸟类，俗名溪的鸭、巡凫、小石鸭。是一種小型涉禽鴨。它在歐洲大部分地區和古北界繁殖，但屬於遷徙性侯鳥，整個種群會在北半球的冬季遷徙到非洲、印度（尤其是桑特拉加奇）、孟加拉國（錫爾赫特地區的自然水庫）和澳大拉西亞，這時會出現大群的這種鳥類。這個物種首次由卡爾·林奈在他1758年的第十版Systema Naturae中描述。與其他小型鴨類如小水鴨類似，這個物種能迅速從水中起飛，飛行方式快速而扭曲，類似鴴科鳥類。
一般生活于平原地带的池塘、沼泽及河流中。繁殖棲地是位於淺沼澤和草原湖泊旁的草地。
该物种的模式产地在瑞典。

## 分類學
白眉鴨的第一個正式描述由瑞典博物學家卡爾·林奈於1758年在他Systema Naturae的第十版中提出。他引入了雙名名稱 Anas querquedula. 一項2009年發表的分子親緣關係學研究比較了線粒體DNA序列，發現當時定義的鴨屬（Anas）是非單系的。 該屬隨後被分為四個單系屬，其中包括白眉鴨在內的十個物種被移入重建的匙嘴鴨屬（Spatula）。 該屬最初由德國動物學家弗里德里希·博伊厄於1822年提出。 Spatula這個名字是拉丁語中“勺子”或“鏟子”的意思。特定的修飾語來自拉丁語querquedula，據信這個詞是指它的叫聲。
Garganey這個常見的英語名稱可以追溯到17世紀，來自倫巴第語 gargenei，是garganell的複數形式，最終來自晚期拉丁語 gargala “氣管動脈”。 英語用法源於康拉德·格斯納，他在1555年出版的《動物志》第三卷中使用了這個意大利名稱。

## 描述

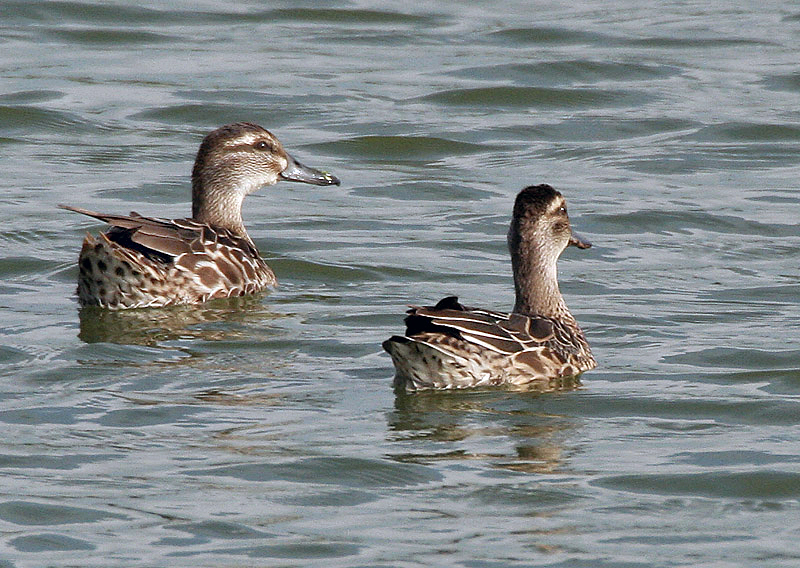
雌鴨

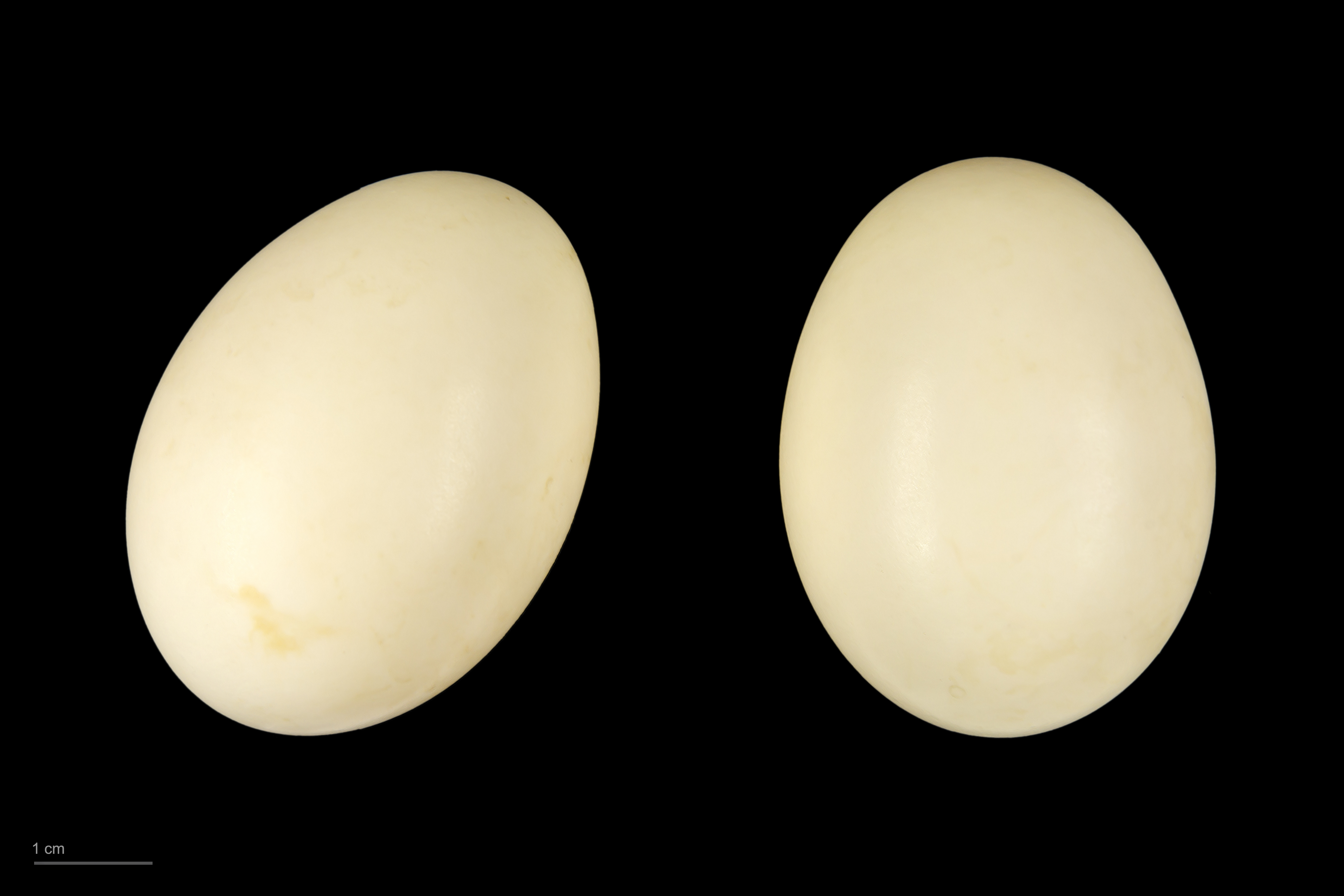
Spatula querquedula - 土魯斯博物館

成年的雄性鳥類非常容易辨認，它有棕色的頭和胸部，眼睛上方有一條寬的白色新月形條紋。其餘的羽毛是灰色的，肩羽是鬆散的灰色羽毛。它的喙和腿都是灰色的。飛行時，顯示出帶有白色邊緣的淺藍色翼鏡羽。游泳時，會顯示出突出的白色第三級飛羽邊緣。它的頭頂是深色的，臉部是紅棕色的。
區分棕色的雌性和相似的小水鴨需要一定的注意，但更強的臉部標記和更頻繁的搖頭動作是良好的指標。與藍翅鴨的雌性也可能混淆，但它們的頭部和喙的形狀不同，後者的腿是黃色的。淺色的眉毛、深色的眼線、淺色的顱部斑點由第二條深色線條圍繞。
測量：
- 大小: 41 厘米
- 翼展: 58 – 69 厘米
- 重量: 300-440克

這些鳥類主要通過掠食而不是下沉來進食。
雄性有一種獨特的嘎嘎叫聲；雌性對於雌鴨來說相對安靜，但能發出微弱的quack。
白眉鴨是不列顛群島罕見的繁殖鳥類，大多數在諾福克和薩福克的靜謐沼澤中繁殖。在愛爾蘭，有一些在韋克斯福德郡和倫敦德里郡的貝格湖中繁殖，偶爾在其他地方繁殖。
白眉鴨是非洲-歐亞遷徙水鳥保護協定適用的物種之一。在IUCN紅色名錄中garganey的狀態是無危。